# 赫斯特 (伊利諾伊州)
赫斯特（英語：Hurst）是一個位於美國伊利諾伊州威廉森縣的城市。

## 地理
赫斯特的座標為37°49′57″N 89°08′40″W / 37.83250°N 89.14444°W，而該地的平均海拔高度為120米（即394英尺）。

## 人口
根據2010年美國人口普查的數據，赫斯特的面積為2.22平方千米，當中陸地面積為2.22平方千米，而水域面積為0.00平方千米。當地共有人口795人，而人口密度為每平方千米358.11人。